# NAVITIME
NAVITIME（ナビタイム）は、ナビタイムジャパン社が提供する総合ナビゲーションサービス。

## 概要
様々な移動手段を組み合わせて最適な経路を探すことのできる経路探索エンジンを特徴とする。
携帯電話向けには、NTTドコモ、ソフトバンク、ワイモバイルに提供中で、KDDIのEZナビウォークのエンジンとしても利用されている。PC、アクトビラ（テレビインターネット)、携帯電話向けのサービスと、履歴や登録情報を共有できることが特徴となっている。主な機能は有料である。
スマートフォン用のサービスも提供されている。Windows MobileやBlackBerry向けのサービスも提供している。2009年9月30日にはAndroid（当初はHT-03A）向けアプリの提供を開始している。
CMでは、イアン・ムーアを起用。

## 成り立ち
2000年3月に大西熱学の社内ベンチャーから独立し、ナビタイムジャパンが設立された。同社社長の大西啓介が学生時代から研究していた最適経路探索システムを商品化したものである。2007年にグッドデザイン賞を受賞。

## 機能
地図検索
状況に合わせて選択肢から地点が設定可能。選択しには、現在地（GPS搭載全機種）・住所・駅・郵便番号・スポット（店舗/施設）・法人電話番号・MG（マップルガイド）コードが使える。表示された地図は拡大・縮小・スクロールができる。
トータルナビ
出発地から目的地までの最適なルートを探索・表示する事ができるサービス。
乗り換え案内
目的地までの電車の乗り換え案内、時刻指定や終電検索、始発電車の検索。電車だけでなく一部路線バスにも対応。
駅時刻表
指定した駅・バス停の列車時刻表を表示。該当列車の停車駅、到着時刻もわかる。
周辺検索
指定した地点周辺2km以内のスポット（店舗/施設）を検索し、近い順に表示。
GPS対応機種であれば現在位置周辺のスポットを即座に探せるので、例えば「この周辺でカラオケを探したい」といったシーンで活用ができる。
地図メール
指定した地点の地図URLをメールで送信する。メール受信側の種別（PC/携帯電話）に即した地図を表示可能。
My登録
自宅、職場、お気に入りのお店などのよく使う地点はMy地点に登録しておけば次からはワンタッチでアクセスできる（最大20件まで）。その他にも探索したルートを保存できる「Myルート」(最大10ルートまで)や、階層化カテゴリの中から、よく使うカテゴリのショートカットを作成する「Myカテゴリ」（最大5件）がある。
ぐるっとナビ
出発地、目的地の他に最大8箇所の経由地点を設定して最適なルートを探索する「トータルナビ」の発展メニュー。「乗物+徒歩」、「車」のいずれかの交通手段が選択可能。ドライブサポーターコースでは自動車ルートのみ利用可能。
放置車両重点取締区域
クルマルートを検索した際に、目的地の市区町村内の放置車両重点取締区域情報を表示。
道路交通情報
全国の高速道路、一般道路の道路交通情報が検索可能。テキストでの情報表示、地図上への渋滞地点表示の両方に対応している。また全国主要8エリアの高速道路、都市高速の渋滞状況を簡易マップ上に表示する機能もある。
鉄道運行情報
全国のJR・私鉄の主要路線における事故や遅延などの運行情報を確認できるサービス。
任意のエリアを指定して、エリア内路線の運行状況を確認することができるほか、検索したルート内で使用する路線にて遅延・事故などによるダイヤ乱れが発生している場合は、ルート表示画面でも知らせてくれる。また、あらかじめメールアドレスを登録しておくことで登録した路線に運行情報が発生した際にメールで通知を受け取ることができる。
バス運行情報
対応しているバス路線において、現在運行中のバスがどこを走っているか、リアルタイムで表示。
駐車場満空情報
指定した地点周辺2Km以内の駐車場とそれらの満空情報を近い順に表示。満空情報表示対象駐車場は全国約6000件。駐車可能な車種や大きさ、詳細情報を表示。

ecoマネージャー
マイカーの消耗品の交換時期や免許・保険の更新時期を管理できる。マイカーの燃費計算も可能。
ガソリンスタンド検索
今いる場所の周辺の人気の高いガソリンスタンドを検索できる。給油したガソリンスタンドを評価、登録することによりガソリン価格や営業時間、併用施設の有無などを NAVITIME ユーザー間で共有可能。